# The Blue Hour (film)
The Blue Hour is een film uit 2007, waarmee regisseur Eric Nazarian zijn debuut maakte. De film ging op 21 september in première op het Internationaal filmfestival van San Sebastian in Spanje. In de Verenigde Staten stond de film op het programma bij de AFFMA Film Festival. Deze vond plaats tussen 2 en 4 november 2007.

## Plot
The Blue Hour vertelt het verhaal van verschillende vreemden in Los Angeles, die allen een verhaal hebben over verlies of hoop en niet weten dat de tragedies in hun leven een uiteindelijke link met elkaar hebben. De film volgt onder andere een Mexicaanse graffitikunstenaar, een Armenische camerareparateur, een Afrikaans-Amerikaanse gitarist die de blues speelt en een gepensioneerde man die afkomstig is uit Engeland.

## Verhaal
Happy (Emily Rios) is een getalenteerde tiener die aan graffiti doet en van hiphop houdt. Ze doet dit regelmatig rondom de Los Angeles River. Tijdens haar dagelijkse bezigheden daar ontmoet ze Sal (Paul Dillon), een zwerver met mentale problemen die haar probeert te benaderen.
Wanneer het onmogelijk voor Sal is om te communiceren met Happy, doorkruist hij het pad van Avo (Yorick van Wageningen), een camerareparateur die met zijn vrouw Allegra (Alyssa Milano) aan het oosten van de rivier woont. Ze wonen hier in een appartement in een flat, die uitzicht biedt over de tekeningen van Happy en de rivier, waarin hun vierjarige dochter Heidi (Sophia Malki) is verdronken. Hoewel Avo de dood van Heidi met zijn vrouw probeert te verwerken, hebben de twee sinds de tragedie niet meer gesproken.
Ridley (Clarence Williams III) is een bluesgitarist met problemen, die niet ver weg van Avo en Allegra verblijft in een oud hotel aan de rivier. Hij is in Los Angeles om te zorgen voor zijn zieke moeder (Lyne Odums) en is ook van plan om na haar herstelling te vertrekken. Op een avond hoort Ridley een raadselachtige stem in het hotel. Het wordt al gauw zijn nieuwe dol de mysterieuze bron van de beangstigende stem op te zoeken. Zijn sporen leiden naar Sal.
Humphrey (Derrick O'Connor) is een oudere man uit Engeland die in een appartement aan de rivier woont. Wanneer hij op een ochtend wakker wordt, blijkt hij gewekt te zijn door Sals schreeuw. Sinds het overlijden van zijn vrouw Ethel, houdt hij zijn lunch bij haar graf. Haar graf ligt vlak bij die van Heidi gelegen. Hierdoor ziet hij Allegra regelmatig. Omdat hij onzeker is over hoelang hij nog in leven zal blijven, kruist hij een pad met Happy.

## Rolverdeling
- Alyssa Milano - Allegra
- Yorick van Wageningen - Avo
- Emily Rios - Happy
- Derrick O'Connor - Humphrey
- Clarence Williams III - Ridley
- Paul Dillon - Sal
- Sophia Malki - Heidi
- Rachel Miner - Julie
- Lyne Odums - Ridley's moeder
- Sarah Jones - Ethel als jongedame

## Productie

### Begin
Eric Nazarian schreef het scenario van The Blue Hour na een bezoek aan Armenië en Kaukasus in een poging om terug aan het leven in Los Angeles te wennen. Hij vertelde dat het een ode aan de "L.A. River" is, hetgeen in zijn ogen niet gewaardeerd wordt door bezoekers. Nazarian groeide er zelf ook op.
Tijdens het schrijven van het scenario werkte Nazarian samen met Lynnette Ramirez, die uiteindelijk de producent werd van de film en voormalige klasgenoot Brian Knappmiller. Gezien Nazarian een beginnende regisseur is, werd het financieren van de film een probleem. De film werd ook nog eens opgenomen in Los Angeles en kreeg uiteindelijk bekende acteurs. Ramirez zag veel potentie in de film en steunde hem hier dan ook bij. Nazarian werd ook financieel bijgestaan door vrienden en investeerders.
Om de film realistisch te houden, besloot Nazarian ook rondom de "L.A. River" de film op te nemen. Het was echter lastig om hier locaties te machtigen. Veel geplande locaties moest dan ook op de laatste minuut afgezegd worden. Om geld te besparen werd de film opgenomen met een Hi-Definition-camera.

### Acteurs
Nazarian wilde dat de acteurs die in de film zouden spelen goed overweg konden gaan met emoties, waardoor de selectie tamelijk belangrijk voor hem werd. Zo vertelde hij dat "alle vier de verhaallijnen in de film berusten op personages die problemen hebben met communicatie".
Emily Rios was een van de eersten die geselecteerd werd. Nazarian liet verscheidene actrices auditie doen voor de rol van Happy, maar zag in Rios een persoon die veel afwist van graffiti. Hij vertelde dat hij vanaf het eerste moment dat hij Rios zag, haar al meteen de rol wilde geven.
Yorick van Wageningen werd voorgesteld om Avo te spelen. Nazarian reageerde onmiddellijk positief, omdat hij al fan van hem was door zijn acteerspel in The New World. Daarnaast zag hij in de Nederlandse acteur ook een Russisch-Armeense man.
Nazarian vond de rolbezetting voor Allegra het meest ingewikkeld. Verscheidene actrices deden auditie, maar struikelden allemaal toen het aankwam op het tonen van de juiste emoties na het overlijden van een eigen kind. Hij vertelde dat Alyssa Milano wel de juiste emoties wist te tonen en zich "voor 110% inzette".
Voor de rol van Ridley werd Clarence Williams III al gauw gekozen. Hij leerde gitaarspelen voor de rol en kwam al op de eerste dag naar de set in kostuum. Nazarian vertelde dat de acteur zelfs in de momenten tussen het filmen door, niet stopte met het spelen van zijn rol.
Nazarian vertelde dat het karakter van Humphrey gebaseerd is op zijn grootvader en op Ingmar Bergmans Wilde aardbeien. Het uitkiezen van Derrick O'Connor was ook niet moeilijk volgens de regisseur en vertelde daarbij dat O'Connor zijn personage onmiddellijk begreep.